# Marie von Rosen
Marie Sophie Henriette von Rosen (5. juni 1857 i København – 20. maj 1940) var en dansk konventualinde i Vemmetofte Kloster, søster til C.F. og Vilhelm von Rosen.
Han var søn af major Sigismund von Rosen og hustru Franzisca født Wiborg. Rosen var medlem af bestyrelsen for Smaabørns Vel og kredsmedlem af Dansk Kunstflidsforening. Hun var dekoreret med Dansk Røde Kors' Hæderstegn.